# Erdőtelep
Erdőtelep (Pădureni), település Romániában, a Partiumban, Bihar megyében.

## Fekvése
Érszőllős közelében, Úsztató (Păgaia) mellett fekvő település.

## Története
Erdőtelep korábban Úsztató (Păgaia) része volt. 1956-ban vált önálló településsé, ekkor 69 lakosa volt.
A 2002-es népszámláláskor 2 magyar lakosa volt.